# فرودگاه منطقه‌ای کالهون (تگزاس)
فرودگاه منطقه‌ای کالهون (تگزاس) (به انگلیسی: Calhoun County Airport (Texas)) یک فرودگاه همگانی بهره‌برداری هوایی است که یک باند فرود آسفالت دارد و طول باند آن ۱۵۲۵ متر است. این فرودگاه در شهر پورت لاواکا، تگزاس کشور ایالات متحده آمریکا قرار دارد و در ارتفاع ۹ متری از سطح دریا واقع شده‌است.